# De Férias com o Ex Caribe
De Férias com o Ex Caribe (também La Venganza de los Ex: Caribe na América Latina) é um reality show co-produzido pela MTV Brasil e Paramount+, e anteriormente por MTV Latinomerica.  A série foi anunciada pela primeira vez em novembro de 2021 e estreou em 13 de janeiro de 2022 simultaneamente em toda a América do Sul. As filmagens ocorreram em outubro de 2021 em Cartagena das Índias na Colômbia. O elenco é formado em sua maioria por cidadãos brasileiros, além de colombianos e mexicanos. Apesar de ser a primeira série bilíngue da franquia de MTV, o idioma pregado na série é o português.

## Temporadas
| Temporada | Temporada | Local               | Episódios | Transmissão original   | Transmissão original   |
| Temporada | Temporada | Local               | Episódios | Estreia de temporada   | Final de temporada     |
| --------- | --------- | ------------------- | --------- | ---------------------- | ---------------------- |
|           | 1         | Cartagena, Colômbia | 12        | 13 de janeiro de 2022  | 31 de março de 2022    |
|           | 2         | Cartagena, Colômbia | 12        | 15 de novembro de 2022 | 22 de dezembro de 2022 |
|           | 3         | Cartagena, Colômbia | 13        | 19 de outubro de 2023  | 11 de janeiro de 2024  |
|           | 4         | Cartagena, Colômbia | 13        | 22 de maio de 2025     | 7 de agosto de 2025    |

### 1.ª temporada (2022)
A primeira temporada estreou em 13 de janeiro de 2022. A lista com 10 participantes oficiais foi revelada pela emissora no dia 4 de dezembro de 2021. Sendo eles cinco homens solteiros: Carlos Ortega (irmão de Pedro Ortega que participou de duas temporadas do De Férias com o Ex Brasil), Gabriel Sampaio, João Vitor Pimentel, Mario Abraham e Vascki Pineda, e cinco mulheres solteiras: Angietta Rodriguez, Camilla Costa, Haeixa Pinheiro, Letícia Oliveira e Mari Franco. Foi a primeira temporada a ter participantes estrangeiros.
A integrante oficial do elenco Camilla Costa e o ex João Hadad já haviam participado da sexta temporada da versão brasileira do reality show (Ela como ex e ele como elenco principal). Mario Abraham participou da 2ª temporada do Are You the One? El Match Perfecto. Mary Magalhães, da 1ª temporada do Rio Shore, entrou no programa como ex.

### 2.ª temporada (2022)
A segunda temporada estreou em 15 de novembro de 2022. A lista com 10 participantes oficiais foi revelada pela emissora no dia 25 de agosto de 2022. Sendo eles cinco homens solteiros: Bruno Magri, Gabriel Rocha (Laddy Nada), Lipe Ribeiro, Lucas Albert e Willian "WL" Guimarães, e cinco mulheres solteiras: Jhenyfer Dulz (Bifão), Lumena Aleluia, Maria Venture, Marina Gregory e Mirella.
Três ex-participantes do De Férias com o Ex Brasil são participantes originais: Lipe Ribeiro (3ª/5ª temporada), Bifão (4ª temporada) e Marina Gregory (7ª temporada). Bifão participou de A Fazenda 11 e teve uma breve participação no Rio Shore 2, Lipe Ribeiro e Mirella participaram juntos de A Fazenda 12, Lipe Ribeiro também participou do reality Ilhados com Beats e teve uma breve participação no Rio Shore 2, Mirella também participou do Power Couple Brasil 5 ao lado de seu ex-marido Dynho Alves, Lumena Aleluia participou do BBB21 e Marina Gregory participou (e ganhou) do The Circle Brasil e do All Star Shore antes das suas participações nessa edição do De Férias com o Ex.

### 3.ª temporada (2023-2024)
A terceira temporada estreou em 19 de outubro de 2023. A lista com 12 participantes oficiais foi revelada pela emissora no dia 19 de setembro de 2023. Sendo elas cinco mulheres solteiras: Aline Mineiro, Brenda Paixão, Ísis Oliveira, Kathy Maravilha e Tainá Felipe, e sete homens solteiros: Davi Kneip, Fernando Escarião, João Vitor Guerreiro, Lucas Vrau, Manoel Rafaski, Markinhos Assis e Will Domiêncio.
A 3ª edição terá apenas uma ex-participante do De Férias com o Ex Brasil como participante original: Tainá Felipe (7ª temporada). Antes de suas participações nessa edição do De Férias com o Ex: Caribe, Aline Mineiro participou de A Fazenda 13, Manoel Rafaski participou do BBB17, Davi Kneip e Brenda Paixão participaram juntos do Brincando com Fogo: Brasil 1, Davi Kneip também participou do Brincando com Fogo: Brasil 2, Brenda Paixão também participou (e ganhou) do Power Couple Brasil 6 ao lado de seu ex-noivo Matheus Sampaio e Will Domiêncio participou do Casamento às Cegas: Brasil 2. Diego Supérbi, que participou da segunda temporada do De Férias com o Ex Brasil como participante original, retorna nesta temporada como ex. Matheus Novinho, que participou da quarta temporada do De Férias como Ex Brasil como ex, e da sexta temporada do mesmo reality como participante original, retorna nesta temporada como ex novamente.

### 4.ª temporada (2025)
A quarta temporada está com a estreia marcada para o dia 22 de maio de 2025. A lista com 12 participantes oficiais foi revelada pela emissora no dia 24 de abril de 2025. Sendo elas cinco mulheres solteiras: Clau, Cristal Félix, Laís Melo, Martina Sanzi e Natália Deodato, e sete homens solteiros: Álec Guimel, André Pereira, Aryan Almeida, Manoel Rafaski, Matheus Freire, Nizam Hayek e Polidoro Jr.
A nova edição terá uma ex-participante do De Férias com o Ex Brasil (3ª temporada) e De Férias com o Ex Diretoria como participante original: Martina Sanzi e um ex-participante do próprio De Férias com o Ex Caribe (3ª temporada) também como participante original: Manoel Rafaski. Antes de suas participações nessa edição do "De Férias", Cristal Félix participou das três temporadas de Rio Shore, Manoel Rafaski participou do BBB17, Natália Deodato participou do BBB22 e Nizam Hayek participou do BBB24.

## Participantes
| Temp. | Elenco original | Exes | Total |
| ----- | --- | --- | ----- |
| 1(en) | Angietta Rodríguez • Camilla Costa • Carlos Ortega • Gabriel Sampaio • Haeixa Pinheiro • Jotave Pimentel • Leticia Oliveira • Mari Franco • Mario Abraham • Vascki Pineda •      | João Hadad • Mari Azevedo • Apolo Costa • Lua Alcântara • Julio Marra • Julienne Freitas • Bernardo Luna • Thaís Abelha • Bruno Damásio • Isa Costa • Mary Magalhães • Bruno Ogliari •         | 22    |
| 2(en) | Bruno Magri • Gabriel Rocha • Jhenyfer Dulz (Bifão) • Lipe Ribeiro • Lucas Albert • Lumena Aleluia • Maria Venture • Marina Gregory • Mirella • WL Guimarães •                   | Dessa Castorino • Will Guimarães • Luana Targinno • Sérgio Mota • The Boy • Adriel de Menezes • Julia Peixoto • Matheus Lisboa • Mob • Vitória Guedes • Mellanie Poca • Renan Brasil •         | 22    |
| 3(en) | Aline Mineiro • Brenda Paixão • Davi Kneip • Escarião • Isis Oliveira • João Vitor • Kathy Maravilha • Lucas Vrau • Manoel Rafaski • Markinhos • Tainá Felipe • Will Domiêncio • | Diego Supérbi • Duda Weide • Alan Lima • Tay Smith • João Zoli • Giovanna Menezes • Mario Miguel • Felipe Gabriel • Deborah Costa • Matheus Crivella (Novinho) • Gabriela Rossi •              | 22    |
| 4(en) | Álec Guimel • André Pereira • Aryan Almeida • Clau • Cristal Félix • Laís Melo • Manoel Rafaski • Martina Sanzi • Matheus Freire • Natália Deodato • Nizam Hayek • Polidoro Jr • | Fabi Rodrigues • Marrom • Carla Faria • Kalil Zarif • Pedro Daddio • Victoria Macan • Kaduh • Thais Machado (Thasol) • Yuri Palheiros • Lika Araújo • Rico Melquiades • João Victor Liberato • | 24    |

## Prêmios e indicações
| Ano  | Prêmio   | Categoria          | Indicado      | Resultado | Ref. |
| ---- | -------- | ------------------ | ------------- | --------- | ---- |
| 2022 | MTV MIAW | Realeza do Reality | Carlos Ortega | Indicado  |      |